# Acmaeodera nevadica
Acmaeodera nevadica är en skalbaggsart som beskrevs av Barr 1972. Acmaeodera nevadica ingår i släktet Acmaeodera och familjen praktbaggar. Inga underarter finns listade i Catalogue of Life.